# Just Keep Watching
"Just Keep Watching" é uma canção da cantora canadense Tate McRae. Foi lançada em 30 de maio de 2025, através das gravadoras RCA e Atlantic Records, e pela Apple Video Programming, como o quarto single do álbum F1 the Album da trilha sonora do filme F1.

## Contexto e composição
Tate McRae foi confirmada como parte do álbum da trilha sonora em 1º de maio de 2025. A faixa marca uma colaboração com os produtores Tyler Spry e Ryan Tedder.
"Just Keep Watching" é descrita como uma "faixa de club de ritmo acelerado", projetada para acompanhar a "alta energia" do filme, apresentando uma "batida pulsante" no refrão. A música conta com uma "percussão ágil", ideal para a característica "coreografia cinética" de McRae.

## Videoclipe
O videoclipe que acompanha a música, dirigido por Bardia Zeinali, estreou no canal de Tate McRae no YouTube em 30 de maio de 2025. Uma homenagem ao filme "Grease" de 1978, ele mostra McRae caminhando confiantemente por uma "passarela varrida pelo vento" e posando ao lado de pilhas de pneus, alternando com sequências de dança intensa com espectadores vestidos com trajes de corrida. Os visuais incluem cortes do próximo filme.

## Desempenho nas paradas
| Paradas (2025)                        | Pico posição |
| ------------------------------------- | ------------ |
| Austrália (ARIA)                      | 5            |
| Finlândia (Suomen virallinen lista)   | 48           |
| Alemanha (Offizielle Deutsche Charts) | 29           |
| Mundo (Billboard Global 200)          | 8            |
| Irlanda (IRMA)                        | 2            |
| Lituânia (AGATA)                      | 46           |
| Países Baixos (Single Top 100)        | 31           |
| Nova Zelândia (Música gravada NZ)     | 5            |
| Noruega (IFPI Norge)                  | 26           |
| Suécia (Sverigetopplistão)            | 44           |
| Suíça (Schweizer Hitparade)           | 13           |
| Reino Unido (UK Singles Chart)        | 6            |